# True Mothers
True Mothers (朝が来る) è un film del 2020 scritto e diretto da Naomi Kawase, liberamente ispirato al romanzo Asa ga kuru di Mizuki Tsujimura. Nel giugno 2020 il film era stato selezionato per essere in concorso al Festival di Cannes 2020, poi annullato per la pandemia da COVID-19, e nello stesso periodo, il Toronto International Film Festival ha annunciato che il film avrebbe fatto parte del loro festival.
È stato scelto nel 2021 per rappresentare il Giappone ai Premi Oscar nella categoria lungometraggi internazionali, senza tuttavia ricevere la nomination.

## Trama
Un bimbo adottato e la sua nuova madre vengono improvvisamente contattati dalla madre naturale del bambino.

## Accoglienza
Sull'aggregatore di recensioni Rotten Tomatoes il film ha ricevuto un punteggio del 91% basato su 43 recensioni, con una valutazione media di 6,9/10. Il consenso critico del sito recita: "True Mothers usa un conflitto intrattabile per esplorare i legami della genitorialità con la consueta sensibilità e grazia della regista/co-sceneggiatrice Naomi Kawase".